# シュプール-WINTER VERSION'05/Swingin' Happy X'mas
「シュプール-WINTER VERSION'05/Swingin' Happy X'mas」（シュプール ウィンター バージョン05/スウィンギン ハッピー クリスマス）は、日本のバンドDEPAPEPEの2枚目のシングルである。2005年11月30日発売。発売元はSME Records。

## 概要
- 前作から4ヶ月ぶりとなるシングル。

## 収録曲
1. シュプール-WINTER VERSION'05(6:00)
作曲：DEPAPEPE、編曲：DEPAPEPE・TAICHI MASTER
2. Swingin' Happy X'mas(3:39)
作曲：DEPAPEPE・AKANE DOI、編曲：DEPAPEPE

## 収録アルバム

### シュプール
- オリジナル『Hi!Mode!!』（2005年10月19日）
- コンセプト『デパフユ～晴れ 時どき 雪～』（2008年11月26日）

### Swingin' Happy X'mas
- オムニバス『We Love Xmas～恋人たちに贈るクリスマス』（2007年11月21日）
- オムニバス『日本テレビ系 ズームイン!!SUPER 30周年記念コンピレーション 朝うた』（2009年3月4日）

## タイアップ
- シュプール-WINTER VERSION'05：日本テレビ系「ズームイン!!SUPER」2005年度冬テーマ曲
- シュプール-WINTER VERSION'05：テレビ神奈川『saku saku』 2004年11月度エンディングテーマ
- Swingin' Happy X'mas：日本テレビ系「ズームイン!!SUPER」天気予報テーマ曲